# 오제키 유야
오제키 유야 (尾関 雄哉)(오제키 유야, 8월 19일)는 신에츠 방송의 아나운서이다.

## 학력
요코하마 국립 대학

## 인물
나가노현 이다시 출신이다. 나가노현 이다 고등학교, 요코하마 국립대학을 졸업했다.

## 현재의 담당 프로그램

### 라디오
- SPORTS ON THE RADIO

### 텔레비전
- 내림 텔레비전 (ずくだせテレビ)（2022년 5월 5일 - , 격주 목요 특집 캐스터）
- SBC 스페셜 (2022년 4월 27일 - , 리포터)

## 과거의 담당 프로그램

### 텔레비전
- 제31회 나가노현 시정촌 대항역전 （2022년 4월 30일）
- SBC 뉴스와이드 (2016년 10월 3일 - 2021년 9월 25일, 월~금요일, 2021년 9월 28일 - 2021년 3월 26일, 2022년 1월 4일 - 4월 29일[2], 수~금요일)

### 라디오
- 당신랜드